# Rocourt-Saint-Martin
Rocourt-Saint-Martin är en kommun i departementet Aisne i regionen Hauts-de-France i norra Frankrike. Kommunen ligger  i kantonen Neuilly-Saint-Front som ligger i arrondissementet Château-Thierry. År 2022 hade Rocourt-Saint-Martin 305 invånare.

## Befolkningsutveckling
Antalet invånare i kommunen Rocourt-Saint-Martin
Referens: INSEE